# Ciprian Tănasă
Ciprian Ion Tănasă (* 2. Februar 1981 in Fălticeni) ist ein ehemaliger rumänischer Fußballspieler. Der Stürmer bestritt insgesamt 285 Spiele in der rumänischen Liga 1, der ukrainischen Premjer-Liha, der zyprischen First Division und der moldauischen Divizia Națională.

## Karriere
Die Karriere von Tănasă begann in der Saison 1999/2000 beim FC Argeș Pitești. Da er dort in der ersten Mannschaft, die in der ersten rumänischen Liga, der Divizia A, spielte, nur selten zum Einsatz kam, wurde er zu Beginn des Jahres 2001 an Zweitligist FCM Râmnicu Vâlcea ausgeliehen. Nach seiner Rückkehr im Sommer 2001 wurde er zur Stammkraft im Sturm. Mit Argeș kämpfte er stets um den Klassenverbleib. In der Saison 2005/06 erreichte er mit elf Treffern seine beste Torausbeute.
Im Sommer 2007 verließ Tănasă Pitești, nachdem der Klub aus der ersten rumänischen Liga abgestiegen war. Er schloss sich dem FC Universitatea Craiova an. In der Spielzeit 2007/08 kam er zwar regelmäßig zum Einsatz, erzielte aber nur vier Tore. Im Sommer 2008 wurde er an Ligakonkurrent Politehnica Iași. Nach seiner Rückkehr zu Beginn des Jahres 2009 wechselte er nach wenigen Wochen zu Metalurh Donezk in die ukrainische Premjer-Liha. Mit seinem neuen Klub konnte er sich in den folgenden Jahren im Mittelfeld der Meisterschaft platzieren. Im Sommer 2011 kehrte er nach Rumänien zurück, wo ihn Aufsteiger CS Mioveni in die Liga 1 holte. Die Zeit in Mioveni verlief wenig zufriedenstellend, der Klub fand sich von Beginn der Saison 2011/12 an am Tabellenende wieder.
Anfang 2012 nahm der zyprische Erstligist Alki Larnaka Tănasă unter Vertrag. Im September 2012 verpflichtete ihn der moldauische Rekordmeister Sheriff Tiraspol. Dort wurde er zur Stammkraft, sein Vertrag wurde jedoch im März 2013 vor der entscheidenden Phase der Meisterschaft aufgelöst. Im Sommer 2013 heuerte er bei Rapid Bukarest an, verließ den Klub aber bereits einen Monat später wieder, nachdem Rapid zum Zwangsabstieg in die Liga II verurteilt worden war. Tănasă schloss sich erneut CS Mioveni an. Zu Beginn des Jahres 2014 wechselte er zu Ligakonkurrent CSM Râmnicu Vâlcea. Dort kam er in der Rückrunde 2013/14 nur auf drei Einsätze. Im Sommer 2014 schloss er sich Unirea Slobozia an. Dort kam er nur zweimal zum Einsatz. Im März 2017 beendete er seine Laufbahn.

## Erfolge
- Moldauischer Meister: 2013